# Liste des seigneurs et marquis de Berg-op-Zoom

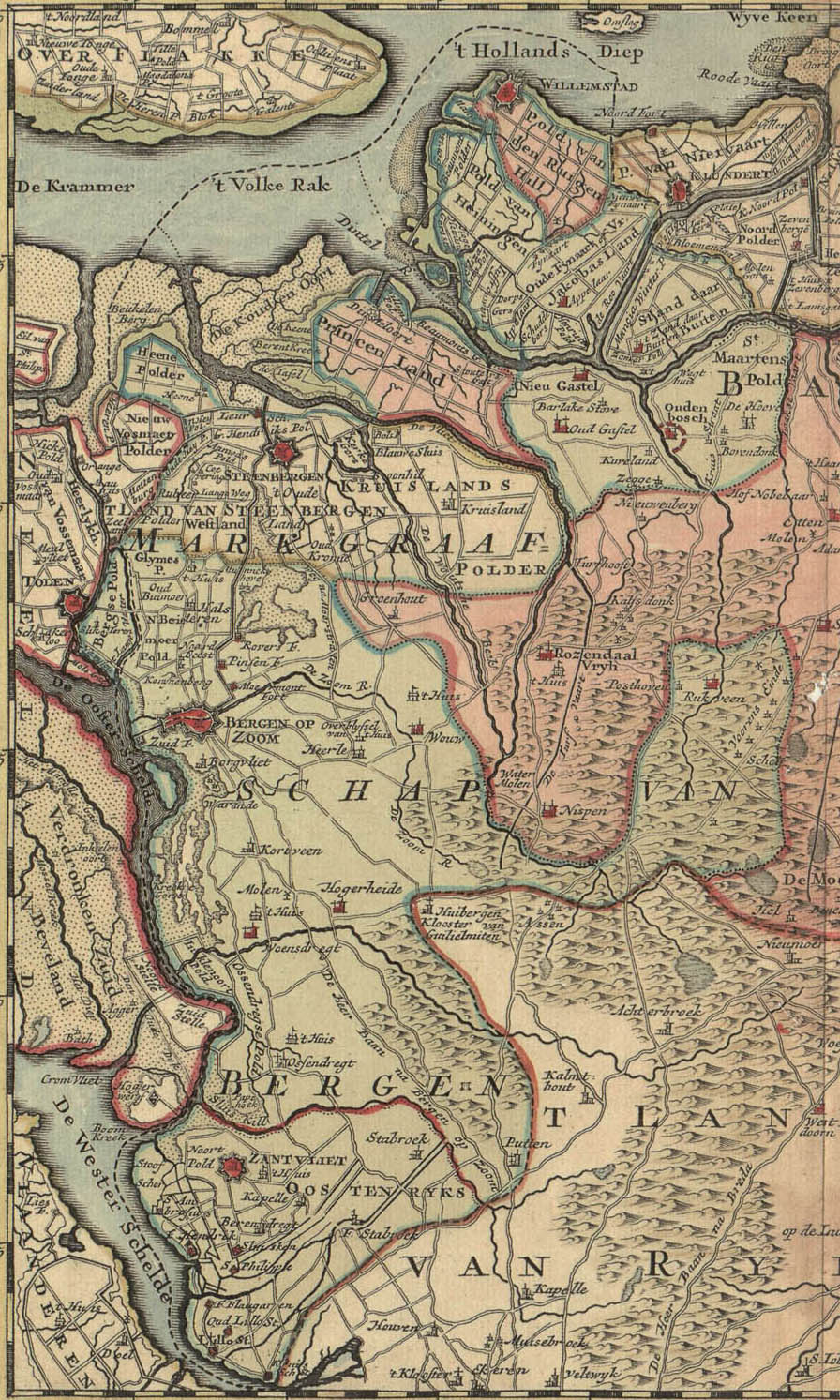
Carte du marquisat de Bergen op Zoom en 1747.

Cette page regroupe la liste des seigneurs et marquis de Berg-op-Zoom, aussi appelé seigneur et marquis de Bergues-sur-le-Zon ou de Berghes (en néerlandais : Bergen op Zoom). Ceux-ci dirigeaient le marquisat de Berg-op-Zoom.

## Seigneurs

### Famille deWezemaal
- 1290-1309 : Gérard de Wezemaal (nl), fils d'Arnould II de Wezemaal.
- 1309-1313 : Arnould de Wezemaal ∞ Jeanne, dame de Quabeke. Fils du précédent et neveu d'Arnould III de Wezemaal.
- 1313-????: Mathilde de Wezemaal (Mechteld van Wesemael ; † 1353) ∞ Albert de Voorne (nl). Fille du précédent

### Famille de Voorne(nl)
- ????-1349 : Jeanne de Voorne, fille d'Albert et Mathilde, ∞ Jean de Fauquemont (v. 1313-1352)
- 1351-1353 : Mathilde de Wezemaal, la mère de Jeanne de Voorne

### Famille deBoutersem
- 1351-1371: Henri VII de Boutersem ∞ Marie de Merksem, fille de Gérard de Wezemaal (nl)
- 1371-1419 : Henri VIII de Boutersem
- 1419 : Henri IX de Boutersem

### Maison de Glymes

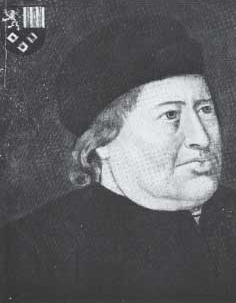
Jean II de Glymes (nl), dit « "Metten Lippen" ».
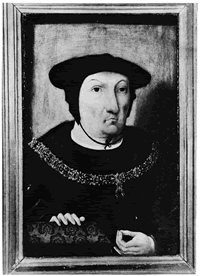
Jean III de Glymes
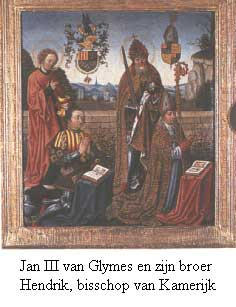
Jean III de Glymes et son demi-frère Henri de Berghes, évêque de Cambrai.

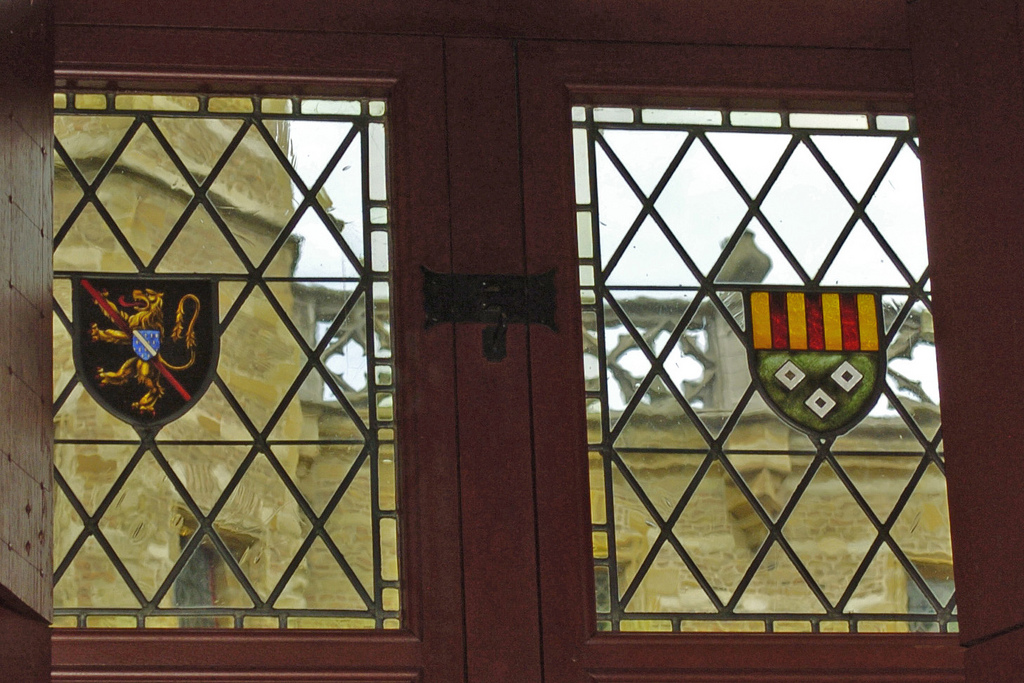
Armes de Jean Ier de Glymes et de son épouse, Jeanne de Boutersem
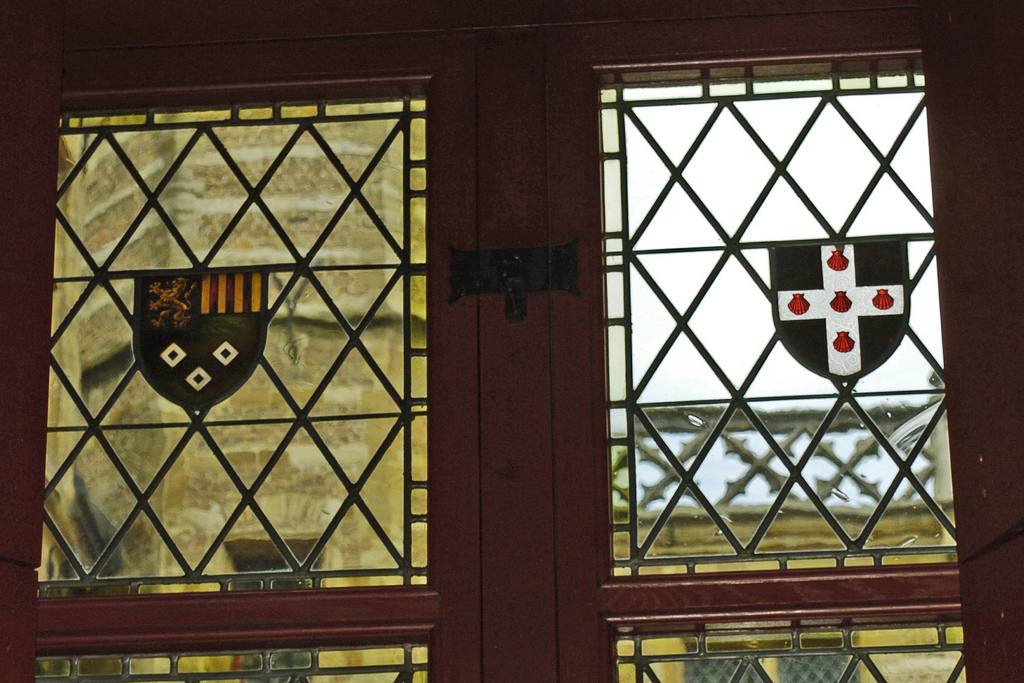
Armes de Jean II de Glymes et de son épouse, Marguerite de Saint Simon
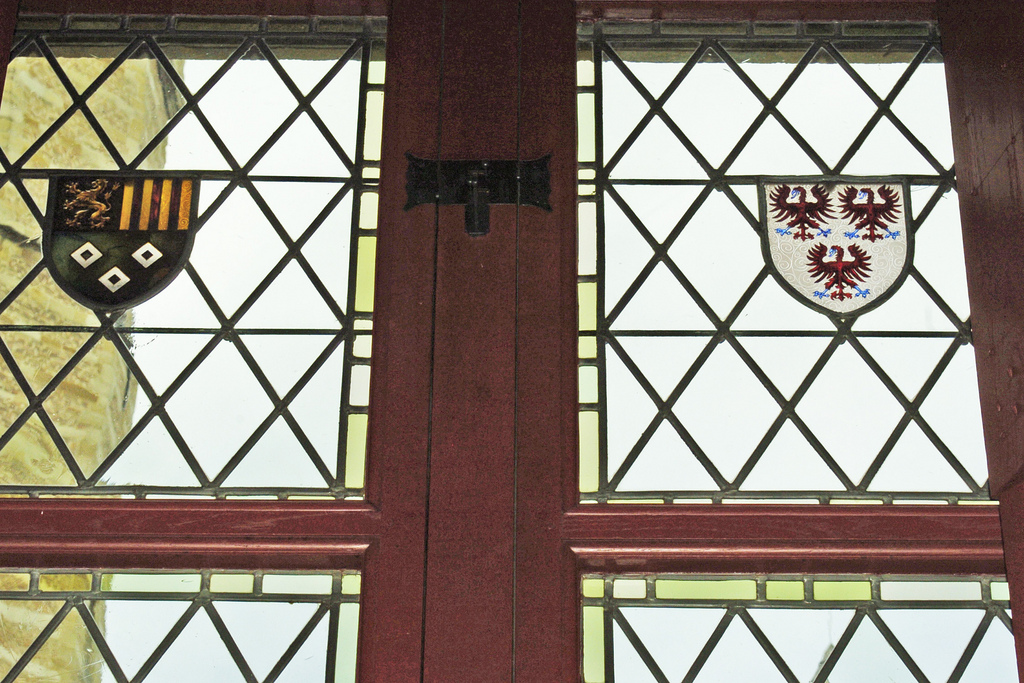
Armes de Jean III de Glymes et de son épouse, Adrienne de Brimeu

- 1419-1427 : Jean Ier de Glymes (nl) (1390 - 1427) ∞ Jeanne de Boutersem († 1430), fille de Henri IX ci-dessus
- 1427-1494 : Jean II de Glymes (de) (1417 - 1494), dit « "Metten Lippen" ».
- 1494-1532 : Jean III de Glymes (1452 - 1532)
- 1532-1533 : Antoine de Glymes de Bergen (1500 - 1541)

En 1533, Charles Quint érige Bergen en marquisat.

## Marquis

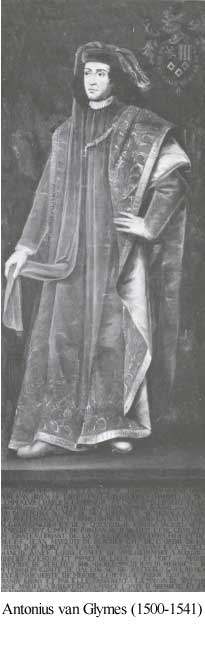
Antoine de Glymes
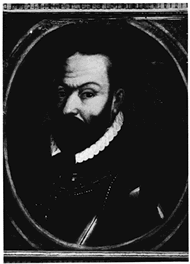
Jean IV de Glymes

### Maison de Glymes
- 1533-1541 : Antoine de Berghes (1500 - 1541), 1er marquis de Bergen, comte de Walhain, gouverneur de Luxembourg
  - 1541-1550: Jacqueline de Croÿ, veuve du précédent, fille de Henri de Croÿ (1456-1514) (fils de Philippe), 3e comte de Porcéan, comte de Seneghem et seigneur d'Aerschot, conseiller et chambellan de Louis XII
- 1550-1567: Jean IV de Glymes (1528 - 1567), fils des précédents, 2e Marquis de Berghes
- 1567-1577: Sous gouvernance espagnole

### Maison de Merode
- 1577-1580: Marie Marguerite de Merode, nièce de Jean IV de Glymes (car fille de sa sœur Mencia de Glymes ∞ Jean IX de Merode), ∞ Jean de Witthem

### Maison d'Orange-Nassau
- 1581-1584: Guillaume Ier d'Orange
- 1584-1588: Maurice de Nassau

### Maison de Wittem
- 1588-1613: Maria Mencia de Wittem ( † juillet 1613). Fille de Jean de Wittem et de Marie-Marguerite de Merode :
  - ∞ 1° le 21 février 1599 avec Herman van den Bergh (stadhouder) (nl), comte van den Bergh (nl)-s'Heerenberg (Land van den Bergh ; comte de Bergh), fils du stathouder Guillaume IV et de Marie de Nassau, et frère de Frédéric et d'Henri de Bergh ci-après
  - ∞ 2° le 17 octobre 1612 avec Guillaume III de Melun, prince d'Épinoy.

### Maison van der Leck (Land van den Bergh)
- 1613-1633: Maria Elisabeth Ire Clara van den Bergh (1610-1633), fille d'Herman et de Maria Mencia van Wittem ci-dessus (cf. Huis Bergh) ; ∞ (sans postérité survivante) son cousin germain Albert (van der Leck) (1607-1656), comte van den Bergh (Land van den Bergh ; comte de Bergh), fils de Frédéric (un frère puîné dudit Herman)
- 1635-1671: Maria Elisabeth II van den Bergh (fille d'Henri de Bergh, comte de Bergh, et de Margaretha van Wittem, sœur de Maria Mencia ci-dessus et fille de Jean de Witthem ; cousine germaine d'Albert, et deux fois cousine germaine de Maria Elisabeth Ire ci-dessus) ∞ Eitel-Frédéric II de Hohenzollern-Hechingen
  - 1641-1650: Albert van den Bergh, comte de Bergh ; marquis de Bergen en concurrence avec la précédente, sa cousine germaine

### Maison de Hohenzollern
- 1672-1688: Françoise de Hohenzollern-Hechingen (1642 † 17 octobre 1698), princesse de Hohnezollern-Hechingen. Fille d'Eitel-Frédéric II de Hohenzollern-Hechingen ; ∞ Frédéric-Maurice II de La Tour d'Auvergne

### Maison d'Orange-Nassau
- 1688-1697 : Guillaume III d'Orange-Nassau

### Maison de Hohenzollern
- 1697-1698: Marie-Henriette-Françoise de Hohenzollern-Hechingen, ∞ Frédéric-Maurice II de La Tour d'Auvergne, comte d'Auvergne

### Maison de La Tour d'Auvergne
- 1698-1710: François-Egon de La Tour d'Auvergne (1675-1710) « Le Prince d'Auvergne », comte d'Auvergne et marquis de Bergen-op-Zoom
- 1722-1728: Marie-Henriette de La Tour d'Auvergne, ∞ Jean-Christian de Palatinat-Soulzbach

### Maison dePalatinat-Sulzbach
- 1728-1799: leur fils Charles-Théodore de Bavière (1742-1799), duc de Berg et de Juliers, électeur palatin et de Bavière, dernier marquis de Bergen (de 1742 à 1795).